# Cypripedium fargesii
Cypripedium fargesii — вид многолетних травянистых растений рода Башмачок (Cypripedium), секции Trigonopedia, семейства орхидных (Orchidaceae). Эндемик Китая.
Относится к числу охраняемых видов (II приложение CITES).
Китайское название растения: кит. упр. 毛瓣杓兰, пиньинь Máobànsháo Lán, палл. Маобаньшао Лань.
Cypripedium fargesii был описан французским ботаником Франше А. Р. в 1894 году, по экземпляру, собранному в Чэнкоу отцом Поля Фаржа (фр. Paul Guillaume Farges, 1844—1912), одним из собирающих гербарий французских миссионеров конца XIX столетия.

## Ботаническое описание
Растения 8—14 см высотой, с толстым, довольно коротким корневищем. Стебель прямостоячий, 3,5—7 см, покрыт 2 или 3 почти трубчатыми влагалищами листьев.
Листья зелёные с черновато-коричневыми пятнами, широко эллиптические до округлых, 10—15 × 8—14 см, голые.
Соцветие верхушечное, с 1 цветком, цветоножки 2,5—7 см, голые; яичник 1,2—1,5 см, 3-ребристый; ребра слабо опушённые.
Чашелистики желтовато-зелёные, с тёмно-бордовыми пятнами к основанию спинного чашелистика; лепестки желтоватые, отмеченные пурпурно красными полосками и пятнами; губа жёлтая, отмеченная красно-пурпурными мелкими пятнами; стаминодий тёмно-бордовый. Спинной чашелистик яйцевидный до широко яйцевидного, 3—4,5 × 2,5—5 см. Лепестки вогнутый вперед, окутывая губу, продолговатые, 3,5—5,5 × ок 1,5 см, густо покрыты белыми ворсинками на верхней стороне абаксиальной поверхности; губа почти шаровидная, слегка приплюснутая. Стаминодий яйцевидный или продолговатый, около 1 см.
Цветение в мае-июне.

## Распространение
Китай (Чунцин, Ганьсу, Хубэй, Сычуань).
Хорошо дренированные, богатые гумусом почвы на лесных полянах, в разреженных лесах, зарослях кустарников, травянистых склонах на высотах от 1900 до 3200 метров над уровнем моря.

## В культуре
В настоящее время существует возможность приобретения законно размноженных растений этого вида. Весной растения могут подвергаться временному затоплению, но в остальное время находятся в хорошо воздухопроницаемой почве и довольно сухих условия, почвой является тонкий слой перегноя на пористом известковом туфе.
По всей видимости Cyp. fargesii имеет весьма большую экологическую амплитуду среди пятнистолистых циприпедиумов и может таким образом приспособиться к не всегда идеальным условиям культивирования.
Зоны морозостойкости: 6—7.

## Классификация

### Таксономия
Вид Cypripedium fargesii входит в род Башмачок (Cypripedium) семейства Орхидные (Orchidaceae) порядка Спаржецветные (Asparagales).
|  |                                      |  |                                                             |                                                             |                    |  | ещё 24 семейства (согласно Системе APG II) | ещё 24 семейства (согласно Системе APG II) |                          |  |  |  | ещё около 45 видов |
|  |                                      |  |                                                             |                                                             |                    |  | ещё 24 семейства (согласно Системе APG II) | ещё 24 семейства (согласно Системе APG II) |                          |  |  |  | ещё около 45 видов |
|  |                                      |  |                                                             | порядок Спаржецветные                                       |                    |  |                                            |                                            | род Башмачок             |  |  |  |                    |
|  |                                      |  |                                                             | порядок Спаржецветные                                       |                    |  |                                            |                                            | род Башмачок             |  |  |  |                    |
|  | отдел Цветковые, или Покрытосеменные |  |                                                             |                                                             | семейство Орхидные |  |                                            |                                            | вид Cypripedium fargesii |  |  |  |                    |
|  | отдел Цветковые, или Покрытосеменные |  |                                                             |                                                             | семейство Орхидные |  |                                            |                                            |                          |  |  |  |                    |
|  |                                      |  | ещё 44 порядка цветковых растений (согласно Системе APG II) | ещё 44 порядка цветковых растений (согласно Системе APG II) |                    |  |                                            | ещё около 880 родов                        | ещё около 880 родов      |  |  |  |                    |
|  |                                      |  |                                                             | ещё 44 порядка цветковых растений (согласно Системе APG II) |                    |  |                                            |                                            | ещё около 880 родов      |  |  |  |                    |